# Damian McDonald
Damian McDonald (Wangaratta, 12 de maig de 1972 - Melbourne, 23 de març de 2007) va ser un ciclista australià que fou professional del 1996 al 1997. Del seu palmarès destaca el Campionat nacional en ruta de 1990 i la medalla d'or als Jocs de la Commonwealth de 1994. Va participar en els Jocs Olímpics de 1996.
Va morir degut a un accident de trànsit produït a l'interior d'un túnel a Melbourne.

## Palmarès
- 1990
  -  Campió d'Austràlia en ruta
- 1994
  - Medalla d'or als Jocs de la Commonwealth en contrarellotge per equips (amb Phil Anderson, Dennis Brett i Henk Vogels)
- 1996
  - 1r al Tour de Langkawi i vencedor d'una etapa
  - Vencedor d'una etapa a la Volta a Renània-Palatinat